# 痕量胺相关受体
痕量胺相关受体（英語：Trace amine-associated receptors，简称TAAR，有时也称）是一种G蛋白偶联受体，于2001年发现。其中，人类身上六个功能性痕量胺相关受体中的第一个，TAAR1，因为是痕量胺的内源受体这一独特功能而在医学界、制药研究方面备受瞩目——痕量胺是苯丙氨酸和色氨酸以及苯丙胺、甲基苯丙胺等兴奋剂的痕量代谢产物。2004年的一份研究显示，哺乳动物的TAAR1也是甲状腺激素的脱羧碘化代谢产物。 脊椎动物的TAAR2至TAAR9也可用作嗅覺受器，探测挥发性胺。